# Hypodoxa tulagi
Hypodoxa tulagi är en fjärilsart som beskrevs av Swinhoe 1917. Hypodoxa tulagi ingår i släktet Hypodoxa och familjen mätare. Inga underarter finns listade i Catalogue of Life.